# Jane Hamsher
Jane Hamsher nata Jane Murphy (1959) è una scrittrice e produttrice cinematografica statunitense.
È nota per il suo memoir  Killer Instinct, libro tradotto in varie lingue tra cui italiano, tedesco, spagnolo e francese, basato sulla co-produzione del film Assassini nati del 1994 insieme a Don Murphy (col quale non c'è una relazione di parentela) con cui ha inoltre prodotto L'allievo (1998), Hard Night (1998) e La vera storia di Jack lo squartatore - From Hell (2001).
È collaboratrice dell'Huffington Post oltre che di siti web e riviste politiche, come AlterNet e The American Prospect, e ha scritto per anni sul blog politicamente progressista FireDogLake, da lei fondato (2004 - 2015).

## Biografia
Originaria del Massachusetts, ha vissuto a Fitchburg e Attleboro, quindi si è trasferita con la sua famiglia a Seattle. Ha frequentato la Roosevelt High School, poi si è iscritta al Mills College in California. Durante gli studi universitari ha lavorato come giornalista. Dopo la laurea si è trasferita a Los Angeles ed è stata accettata nel Peter Stark Producing Program della USC School of Cinema-Television, conseguendo un master nel 1988.
Alla USC, Jane Hamsher ha stretto amicizia con Don Murphy col quale ha fondato la società di produzione cinematografica denominata "Jane and Don Productions"; i due hanno deciso di acquistare l'opzione sul soggetto originale di Assassini nati - Natural Born Killers scritto da Quentin Tarantino, che ha lavorato anche alla sceneggiatura. Il film, diretto da Oliver Stone, si discostava notevolmente da quanto scritto da Tarantino, che ha ritirato il suo nome dai credits.
Successivamente, Hamsher e Murphy hanno co-prodotto altri due film nel 1998: L'allievo, adattamento di un racconto di Stephen King diretto da Bryan Singer, e Hard Night, tratto dall'autobiografia di Jerry Stahl e interpretato da Ben Stiller.(1998), (1998) e La vera storia di Jack lo squartatore - From Hell (2001).
Hamsher ha inoltre prodotto o co-prodotto il film drammatico L'esperienza americana nel 1990 e l'adattamento live-action Double Dragon nel 1994, basato sul videogioco omonimo.

## Filmografia
- An American Summer, regia di James Slocum (1990)
- Double Dragon, regia di James Yukich (1994)
- Assassini nati, regia di Oliver Stone (1994)
- L'allievo, regia di Bryan Singer (1998)
- Hard Night, regia di David Veloz (1998)

- La vera storia di Jack lo squartatore - From Hell, regia di Albert e Allen Hughes (2001)

## Opere
- John August, Jane Hamsher, Assassini nati. Basato su una storia di Quentin Tarantino. Tratto da una sceneggiatura di David Veloz, Richard Rutowski & Oliver Stone, (Killer Instinct, Broadway Books, 1997), introduzione di Oliver Stone, traduzione di Lidia Lax, Mondadori, Milano, 1994, ISBN 9788804392682